# Gouvernement Craxi II
 (septembre 2023).
Si vous disposez d'ouvrages ou d'articles de référence ou si vous connaissez des sites web de qualité traitant du thème abordé ici, merci de compléter l'article en donnant les références utiles à sa vérifiabilité et en les liant à la section « Notes et références ».
République italienne
Craxi I Fanfani VI
Le gouvernement Craxi II (Governo Craxi II, en italien) est le gouvernement de la République italienne du 1er août 1986 au 18 avril 1987, durant la neuvième législature du Parlement.

## Coalition et historique
Dirigé par le président du Conseil des ministres socialiste sortant Bettino Craxi, il était soutenu par une coalition entre la Démocratie chrétienne (DC), le Parti socialiste italien (PSI), le Parti républicain italien (PRI), le Parti socialiste démocratique italien (PSDI), et le Parti libéral italien (PLI), qui disposent ensemble de 366 députés sur 630 à la Chambre des députés, soit 58 % des sièges, et 182 sénateurs sur 315 au Sénat de la République, soit 57,7 % des sièges.
Il succède au gouvernement Craxi I, formé d'une coalition identique et contraint à la démission à la suite du rejet d'un décret-loi par le Parlement, sur lequel il avait engagé sa confiance. En mars 1987, Craxi, ayant reconnu un accord sur l'alternance au pouvoir avec la DC, perd le soutien de cette dernière. Le gouvernement cède alors le pouvoir au sixième gouvernement d'Amintore Fanfani, formé par les seuls démocrates-chrétiens.

## Composition

### Initiale (1eraoût 1986)
- Les nouveaux ministres sont indiqués en gras, ceux ayant changé d'attributions en italique.

| Poste                                                                                         | Titulaire | Titulaire              | Parti |
| --------------------------------------------------------------------------------------------- | --------- | ---------------------- | ----- |
| Président du Conseil des ministres                                                            |           | Bettino Craxi          | PSI   |
| Vice-président du Conseil des ministres                                                       |           | Arnaldo Forlani        | DC    |
| Ministres sans portefeuille                                                                   |           |                        |       |
| Ministre pour les Affaires régionales                                                         |           | Carlo Vizzini          | PSDI  |
| Ministre pour la coordination des Initiatives pour la recherche scientifique et technologique |           | Luigi Granelli         | DC    |
| Ministre pour la coordination des Politiques communautaires                                   |           | Fabio Fabbri           | PSI   |
| Ministre pour la coordination de la Protection civile                                         |           | Giuseppe Zamberletti   | DC    |
| Ministre pour la Fonction publique                                                            |           | Remo Gaspari           | DC    |
| Ministre pour les Interventions extraordinaires pour le Mezzogiorno                           |           | Salverino De Vito      | DC    |
| Ministre pour les Relations avec le Parlement                                                 |           | Oscar Mammì            | PRI   |
| Ministres                                                                                     |           |                        |       |
| Ministre des Affaires étrangères                                                              |           | Giulio Andreotti       | DC    |
| Ministre de l'Intérieur                                                                       |           | Oscar Luigi Scalfaro   | DC    |
| Ministre des Grâces et de la Justice                                                          |           | Virginio Rognoni       | DC    |
| Ministre du Budget et de la Programmation économique                                          |           | Pier Luigi Romita      | PSDI  |
| Ministre des Finances                                                                         |           | Bruno Visentini        | PRI   |
| Ministre du Trésor                                                                            |           | Giovanni Goria         | DC    |
| Ministre de la Défense                                                                        |           | Giovanni Spadolini     | PRI   |
| Ministre de l'Instruction publique                                                            |           | Franca Falcucci        | DC    |
| Ministre des Travaux publics                                                                  |           | Franco Nicolazzi       | PSDI  |
| Ministre de l'Agriculture et des Forêts                                                       |           | Filippo Maria Pandolfi | DC    |
| Ministre des Transports                                                                       |           | Claudio Signorile      | PSI   |
| Ministre des Postes et des Télécommunications                                                 |           | Antonio Gava           | DC    |
| Ministre de l'Industrie, du Commerce et de l'Artisanat                                        |           | Valerio Zanone         | PLI   |
| Ministre de la Santé                                                                          |           | Carlo Donat-Cattin     | DC    |
| Ministre du Commerce extérieur                                                                |           | Rino Formica           | PSI   |
| Ministre de la Marine marchande                                                               |           | Costante Degan         | DC    |
| Ministre des Participations de l'État                                                         |           | Clelio Darida          | DC    |
| Ministre du Travail et de la Sécurité sociale                                                 |           | Gianni De Michelis     | PSI   |
| Ministre pour les Biens culturels et environnementaux                                         |           | Antonio Gullotti       | DC    |
| Ministre du Tourisme et du Divertissement                                                     |           | Lelio Lagorio          | PSI   |
| Ministre de l'Environnement                                                                   |           | Francesco De Lorenzo   | PLI   |